# Lissonotus flavocinctus
Lissonotus flavocinctus é uma espécie de coleóptero da tribo Lissonotini (Cerambycinae); compreende três subespécies, com distribuição do sudoeste dos Estados Unidos ao Noroeste da América do Sul.

## Sistemática
- Ordem Coleoptera
  - Subordem Polyphaga
    - Infraordem Cucujiformia
      - Superfamília Chrysomeloidea
        - Família Cerambycidae
          - Subfamília Cerambycinae
            - Tribo Lissonotini
              - Gênero Lissonotus
                - L. flavocinctus Dupont, 1836
                  - L. f. flavocinctus Dupont, 1836
                  - L. f. multifasciatus Dupont, 1836
                  - L. f. puncticollis Bates, 1885